# Efraim Siewieła
Efraim Siewieła (Efraim Sevela) (ros. Эфраим Севела, heb. אפרים סבלה, właśc. Jefim Jewielewicz Drabkin (ros. Ефим Евелевич Драбкин); ur. 8 marca 1928 w Bobrujsku, Białoruska SRR, zm. 18 sierpnia 2010 w Moskwie, Federacja Rosyjska) – sowiecki pisarz, scenarzysta, producent i reżyser żydowskiego pochodzenia.

## Twórczość

### Powieści
- 1973 – Wiking (ros. Викинг)
- 1984 – Tojota-Korołła (ros. Тойота-Королла)

### Nowele i opowiadania
- 1971 – Legiendy Inwalidnoj ulicy (ros. Легенды Инвалидной улицы) – cykl nowel
- 1974 – Mramornyje stupieni (ros. Мраморные ступени)
- 1975 – Fare well, Israel (ros. Fare well, Israel) – dokumentalna proza wydana w języku angielskim
- 1977:
  - Ostanowitie samolot - ja slezu (ros. Остановите самолет - я слезу)
  - Monia Cackes (ros. Моня Цацкес - знаменосец)
- 1980 – Męskie rozmowy w rosyjskiej łaźni (ros. Мужской разговор в русской бане)
- 1981:
  - Poczemu niet raja na Ziemle (ros. Почему нет рая на Земле)
  - Zub mudrosti (ros. Зуб мудрости)
  - Prodaj twoju mat' (ros. Продай твою мать)
- 1982:
  - Mama (ros. Мама)
  - Popugaj, goworjaszczyj na idisz (ros. Попугай, говорящий на идиш) – zbiór opowiadań
- 1984 – Wsio nie kak u ludiej (ros. Всё не как у людей)
- 2001 – Patriot s niemytymi uszami (ros. Патриот с немытыми ушами)
- 2007:
  - Wozrast Christa (ros. Возраст Христа)
  - Poslednije sudorogi nieumirajuszczego plemieni (ros. Последние судороги неумирающего племени)
- Biełyje noczy (ros. Белые ночи)

### Scenariusze
- 1997 – Łastoczkino gniezdo (ros. Ласточкино гнездо)
- 1957 – Poka nie pozdno (ros. Пока не поздно)
- 1957 – Weseli współlokatorzy (ros. Наши соседи)
- 1959 – Annuszka (ros. Аннушка)
- 1961 – Czortowa diużyna (ros. Чёртова дюжина)
- 1965 – Niet nieizwiestnych sołdat (ros. Нет неизвестных солдат)
- 1965 – Łunnyje noczy (ros. Лунные ночи)
- 1967 – Kriepkij orieszek (ros. Крепкий орешек)
- 1968 – Godien k niestrojewoj (ros. Годен к нестроевой)
- 1986 – Kołysanka (ros. Колыбельная)
- 1990 – Popugaj, goworiaszczyj na idisz (ros. Попугай, говорящий на идиш)
- 1992 – Nojew kowczeg (ros. Ноев ковчег)
- 1992 – Noktiurn Szopena (ros. Ноктюрн Шопена)
- 1993 – Błagotworitielnyj bał (ros. Благотворительный бал)
- 1995 – Gospodi, kto ja? (ros. Господи, кто я?)
- 1996 – Biełyje diuny (ros. Белые дюны)
- 1996 – Biełyj "Miersiedies" (ros. Белый «Мерседес»)
- Siamskije koszeczki (ros. Сиамские кошечки)
- Ziemla żażdiet czuda (ros. Земля жаждет чуда)
- Klon ty moj opawszyj (ros. Клён ты мой опавший)
- Odiessa-mama (ros. Одесса-мама)
- Siewiernoje sijanije (ros. Северное сияние)